# Josef Beller
Josef „Sepp“ Beller (* 18. Mai 1954) ist ein ehemaliger Fußballspieler. Für den FC Bayern Hof und den SSV Ulm 1846 spielte der Mittelfeldspieler in der 2. Bundesliga. Später war er im bayerischen Amateurfußball als Trainer tätig.

## Sportlicher Werdegang
Beller entstammt der Jugend des FC Bayern München, den er in Richtung ESV Ingolstadt verließ. Für die Eisenbahner spielte er Mitte der 1970er Jahre in der 1. Amateurliga Bayern. 1977 wechselte er vom Drittligisten zum FC Bayern Hof in die 2. Bundesliga Süd. Bei seinem Zweitligadebüt gegen die SpVgg Fürth am ersten Spieltag der Spielzeit 1977/78 trug er mit einem Treffer zum 3:1-Heimerfolg bei. Letztlich kam er im gesamten Saisonverlauf auf fünf Tore in 30 Spielen, als Viertletzte verpasste die Mannschaft den Klassenerhalt. In der Bayernliga-Spielzeit 1978/79 verpasste der Klub als Sechster die direkte Rückkehr deutlich, insbesondere gegen die vor ihnen platzierte Konkurrenz war der Klub kaum auf Augenhöhe – vier der fünf Heimspiele gegen diese gingen im Stadion Grüne Au verloren.
Beller wechselte im Sommer 1979 zum SSV Ulm 1846, der erstmals in die 2. Bundesliga aufgestiegen war. Unter den Trainern Klaus-Peter Jendrosch sowie dessen Nachfolger Jörg Berger war er mit insgesamt 36 Saisoneinsätzen über weite Strecken Stammspieler, einzig eine im November 1979 zugezogene Verletzung bremste ihn zeitweise aus. In der folgenden Spielzeit war er erst in der Rückrunde spielbereit, die Spatzen verpasste trotz eines fünften Tabellenplatzes in der Spielzeit 1980/81 aufgrund der Einführung der eingleisigen 2. Bundesliga, bei der die Ergebnisse der letzten drei Jahre herangezogen wurden, den Klassenerhalt und stiegen in die Oberliga Baden-Württemberg ab. Als Absteiger dominierte er mit dem Klub die Oberliga-Spielzeit 1981/82, scheiterte aber aufgrund eines weniger geschossenen Tores in der Aufstiegsrunde zur 2. Bundesliga 1982 am punktgleichen schwäbischen Konkurrenten FC Augsburg. In der folgenden Saison wiederholte Beller an der Seite von Walter Modick, Walter Kubanczyk, Maximilian Hauck, Erich Steer, Wolfgang Neipp und Ralf Rangnick die Drittligameisterschaft, der als Gruppenerster der Aufstiegsrunde mit insgesamt vier Treffern in sechs Spielen (sic!) die Zweitligarückkehr folgte. Mit zwei Toren in 33 Spielen trug er in der Spielzeit 1983/84 zum Klassenerhalt bei. In der folgenden Spielzeit rückte er zunehmend ins zweite Glied, als Tabellenletzter verabschiedete er sich mit der Mannschaft vom Profifußball. Nach dem Abstieg verließ Beller den SSV Ulm 1846, der somit ohne sein Zutun den direkten Wiederaufstieg 1986 schaffte. Er spielte später noch für den 1. FC Bad Kötzting.
Nach dem Ende seiner aktiven Laufbahn war Beller als Trainer tätig. Während seines Engagements beim SSV Jahn Regensburg verpasste er 1994 die Qualifikation für die neu eingeführte Regionalliga. Als die Mannschaft in der Spielzeit 1994/95 nur im mittleren Tabellenbereich der Bayernliga rangierte, wurde er freigestellt. Ab September 1997 war er für den Bayernligisten SpVgg Landshut tätig, nach einem misslungenen Saisonstart in die Spielzeit 1999/2000 trat er nach sechs Niederlagen in Serie Anfang November 1999 zurück. Wie beim Jahn wurde auch in Landshut Klaus Sturm sein Nachfolger. Im August 2000 kam er beim bayerischen Landesligisten ASV Cham unter, der den Tschechen Jan Homola im Anschluss nach einem 3:0-Erfolg über den SV Schalding-Heining überraschend mit Blick auf die Saisonziele entlassen hatte. In der Spielzeit 2001/02 schrammte die Mannschaft als Tabellendritte knapp am Aufstieg vorbei, nach einem durchwachsenen Verlauf in der Folgesaison wurde er Anfang Dezember 2002 entlassen und trainierte anschließend zeitweise die A-Junioren der SpVgg Plattling zur Bezirksmeisterschaft.
2007 übernahm Beller die SpVgg Ruhmannsfelden. Später war er noch bei der SpVgg Hankofen-Hailing (2008–2011), DJK Vilzing (2011–2014) und TSV 1883 Bogen (2016/17) insbesondere zwischen Bezirksoberliga und Bayernliga tätig. Im Sommer 2018 kehrte er zur DJK Vilzing in der Funktion als Sportlicher Leiter zurück. Zum Jahresende 2024 zog sich Beller auf eigenen Wunsch als Sportlicher Leiter in Vilzing zurück.